# Javi Muñoz
Javier „Javi“ Muñoz Jiménez (* 28. Februar 1995 in Parla) ist ein spanischer Fußballspieler. Der Mittelfeldspieler steht aktuell bei der UD Las Palmas unter Vertrag.

## Karriere
Muñoz begann seine Laufbahn in seiner Geburtsstadt Parla bei Club Polideportivo Parla Escuela. Im Alter von elf Jahren wechselte er in die Jugend von Real Madrid und bestritt seine erste Spielzeit 2006/07 in der U-12 (Alevín A) der „Königlichen“. Zur Saison 2013/14 gelangte er in die A-Jugend des Klubs, gewann mit seiner Mannschaft die spanische Meisterschaft und erreichte in der UEFA Youth League das Halbfinale.
2014/15 wurde er zuerst in die in der Tercera División spielende Drittmannschaft Real Madrid C befördert, aufgrund seiner guten Leitungen jedoch schon am 27. September 2014 erstmals in der von Zinédine Zidane trainierten Filiale Real Madrid Castilla eingesetzt. Wenig später feierte Javi Muñoz sein Debüt in der ersten Mannschaft des Klubs, als er im Rückspiel der Runde der letzten 32 der Copa del Rey gegen UE Cornellà in der 63. Minute für James Rodríguez eingewechselt wurde.
Zur Saison 2017/18 wechselte Muñoz auf Leihbasis zum FC Lorca in die Segunda División. Im Juli 2018 folgte der Wechsel zu Deportivo Alavés. In den folgenden drei Jahren wurde Muñoz an Real Oviedo, CD Teneriffa und CD Mirandés verliehen. Von Sommer 2021 bis Sommer 2023 stand er bei SD Eibar unter Vertrag. Danach wechselte er zur UD Las Palmas.

## Erfolge
Real Madrid
- Spanischer U-19-Meister: 2013/14